# Familia Ansúrez
La familia Ansúrez llamada por los árabes "Banu Ansúrez", fue un antiguo linaje originario del condado de Castilla en los siglos X y XI. Este linaje tuvo cierta importancia en Castilla llegando a rivalizar con la otra familia condal castellana residente en las tierras de Lara, la familia de Gonzalo Fernández y su hijo Fernán González. Posteriormente tras el encumbramiento de los de Lara, se asentaron al otro lado del Pisuerga, llegando a ser condes de Monzón.

## Historia
Según Justo Pérez de Urbel los Ansúrez posiblemente repoblaron la zona de los montes de Oca (Burgos) a mediados del siglo IX con poblaciones como Villanasur y Villasur de Herreros, que probablemente deban su nombre a un Ansúrez, Villanasur Villasur (asur-ansur), pero dada la cantidad de personajes que aparecen en la documentación con el nombre de "Assur" o patronímico "Ansúrez" hacen muy posible que fueran otros magnates los pobladores de dichas villas. 
El primer miembro de la familia documentado fue Fernando Ansúrez, quien aparece como conde de Castilla desde el 916, hasta el 920 que es sustituido tras negarse a acudir a la batalla de Valdejunquera, batalla que resultó desastrosa para Ordoño II de León. En el 926 Fernando Ansúrez vuelve a ser nombrado conde de Castilla. 
En el año 932, los Ansúrez junto con los Banu Gómez de Saldaña se rebelaron contra Ramiro II en apoyo de su hermano Alfonso IV, atacaron el llano de León, infligiendo una tremenda derrota al conde Flayn que había sido designado por Ramiro II para defender la capital leonesa. Después de Fernando Ansúrez, aparecerá al frente de la familia Ansúrez su hijo Asur o Ansur Fernández, que después de la batalla de Simancas, aparece nombrado conde de Monzón por Ramiro II, aunque perfectamente el nombramiento de conde de Monzón puede ser anterior a la batalla. Este hecho hizo que Fernán González se rebelara al ver tapada su expansión hacia esa zona. Al rebelarse Fernán González, Ramiro II le encarceló y nombró conde de Castilla al propio Ansur Fernández, que fue conde de Castilla alrededor de un año hasta la devolución de la dignidad condal a Fernán González (945).
Su hijo Fernando Ansúrez aparecerá después de Ansur al frente del condado de Monzón. Con Fernando Ansúrez el condado de Monzón alcanzara su máximo esplendor, llegando a enviar el conde sus propias embajadas a Córdoba para pactar treguas. El gran protagonismo de este último conde de Monzón en el Reino de León se vio favorecido por el casamiento de su hermana, Teresa Ansúrez, con el rey Sancho I de León, emparentando así la familia Ansúrez con la casa real leonesa.
Después de Fernando Ansúrez, se pierde la pista de la línea masculina de esta familia condal, su sobrino Ramiro III de León y su hermana Teresa, serán los encargados del patrimonio condal en Monzón hasta su incorporación a la familia condal castellana.
A mediados del siglo XI el nombre de Ansur-Ansúrez aparece en el linaje Banu Gómez, en la persona de Ansur Díaz y de sus hijos: Diego, Fernando, Gonzalo y Pedro Ansúrez que llevarán el patronímico Ansúrez (hijos de Ansur). El nombre de Ansur llegaría al linaje Banu Gómez por la madre de Ansur, de nombre Marina, que posiblemente fuera una Ansúrez.

## Árbol genealógico
|          |          | Ansur            |                  |                  |                  |                  |                  |                 |                 |                 |                 |           |           |           |           |          |          |          |          |          |          |  |  |      |      |      |      |      |      |  |  |         |         |         |         |         |         |  |  |       |       |       |       |       |       |  |  |       |       |       |       |       |       |  |  |      |      |      |      |      |      |  |  |        |        |        |        |        |        |
|          |          |                  |                  |                  |                  |                  |                  |                 |                 |                 |                 |           |           |           |           |          |          |          |          |          |          |  |  |      |      |      |      |      |      |  |  |         |         |         |         |         |         |  |  |       |       |       |       |       |       |  |  |       |       |       |       |       |       |  |  |      |      |      |      |      |      |  |  |        |        |        |        |        |        |
|          |          | Fernando Ansúrez | Fernando Ansúrez | Fernando Ansúrez | Fernando Ansúrez | Fernando Ansúrez | Fernando Ansúrez |                 |                 | Muniadona       | Muniadona       | Muniadona | Muniadona | Muniadona | Muniadona |          |          |          |          |          |          |  |  |      |      |      |      |      |      |  |  |         |         |         |         |         |         |  |  |       |       |       |       |       |       |  |  |       |       |       |       |       |       |  |  |      |      |      |      |      |      |  |  |        |        |        |        |        |        |
|          |          | Fernando Ansúrez | Fernando Ansúrez | Fernando Ansúrez | Fernando Ansúrez | Fernando Ansúrez | Fernando Ansúrez |                 |                 | Muniadona       | Muniadona       | Muniadona | Muniadona | Muniadona | Muniadona |          |          |          |          |          |          |  |  |      |      |      |      |      |      |  |  |         |         |         |         |         |         |  |  |       |       |       |       |       |       |  |  |       |       |       |       |       |       |  |  |      |      |      |      |      |      |  |  |        |        |        |        |        |        |
|          |          |                  |                  |                  |                  |                  |                  |                 |                 |                 |                 |           |           |           |           |          |          |          |          |          |          |  |  |      |      |      |      |      |      |  |  |         |         |         |         |         |         |  |  |       |       |       |       |       |       |  |  |       |       |       |       |       |       |  |  |      |      |      |      |      |      |  |  |        |        |        |        |        |        |
|          |          |                  |                  |                  |                  | Ansur Fernández  | Ansur Fernández  | Ansur Fernández | Ansur Fernández | Ansur Fernández | Ansur Fernández |           |           | Guntroda  | Guntroda  | Guntroda | Guntroda | Guntroda | Guntroda |          |          |  |  |      |      |      |      |      |      |  |  |         |         |         |         |         |         |  |  |       |       |       |       |       |       |  |  |       |       |       |       |       |       |  |  |      |      |      |      |      |      |  |  |        |        |        |        |        |        |
|          |          |                  |                  |                  |                  | Ansur Fernández  | Ansur Fernández  | Ansur Fernández | Ansur Fernández | Ansur Fernández | Ansur Fernández |           |           | Guntroda  | Guntroda  | Guntroda | Guntroda | Guntroda | Guntroda |          |          |  |  |      |      |      |      |      |      |  |  |         |         |         |         |         |         |  |  |       |       |       |       |       |       |  |  |       |       |       |       |       |       |  |  |      |      |      |      |      |      |  |  |        |        |        |        |        |        |
|          |          |                  |                  |                  |                  |                  |                  |                 |                 |                 |                 |           |           |           |           |          |          |          |          |          |          |  |  |      |      |      |      |      |      |  |  |         |         |         |         |         |         |  |  |       |       |       |       |       |       |  |  |       |       |       |       |       |       |  |  |      |      |      |      |      |      |  |  |        |        |        |        |        |        |
|          |          |                  |                  |                  |                  |                  |                  |                 |                 |                 |                 |           |           |           |           |          |          |          |          |          |          |  |  |      |      |      |      |      |      |  |  |         |         |         |         |         |         |  |  |       |       |       |       |       |       |  |  |       |       |       |       |       |       |  |  |      |      |      |      |      |      |  |  |        |        |        |        |        |        |
| Sancho I | Sancho I | Sancho I         | Sancho I         | Sancho I         | Sancho I         |                  |                  | Teresa          | Teresa          | Teresa          | Teresa          | Teresa    | Teresa    |           |           | Fernando | Fernando | Fernando | Fernando | Fernando | Fernando |  |  | Toda | Toda | Toda | Toda | Toda | Toda |  |  | Gonzalo | Gonzalo | Gonzalo | Gonzalo | Gonzalo | Gonzalo |  |  | Oveco | Oveco | Oveco | Oveco | Oveco | Oveco |  |  | Munio | Munio | Munio | Munio | Munio | Munio |  |  | Nuñó | Nuñó | Nuñó | Nuñó | Nuñó | Nuñó |  |  | Gutier | Gutier | Gutier | Gutier | Gutier | Gutier |
| Sancho I | Sancho I | Sancho I         | Sancho I         | Sancho I         | Sancho I         |                  |                  | Teresa          | Teresa          | Teresa          | Teresa          | Teresa    | Teresa    |           |           | Fernando | Fernando | Fernando | Fernando | Fernando | Fernando |  |  | Toda | Toda | Toda | Toda | Toda | Toda |  |  | Gonzalo | Gonzalo | Gonzalo | Gonzalo | Gonzalo | Gonzalo |  |  | Oveco | Oveco | Oveco | Oveco | Oveco | Oveco |  |  | Munio | Munio | Munio | Munio | Munio | Munio |  |  | Nuñó | Nuñó | Nuñó | Nuñó | Nuñó | Nuñó |  |  | Gutier | Gutier | Gutier | Gutier | Gutier | Gutier |
|          |          |                  |                  |                  |                  |                  |                  |                 |                 |                 |                 |           |           |           |           |          |          |          |          |          |          |  |  |      |      |      |      |      |      |  |  |         |         |         |         |         |         |  |  |       |       |       |       |       |       |  |  |       |       |       |       |       |       |  |  |      |      |      |      |      |      |  |  |        |        |        |        |        |        |
|          |          |                  |                  | Ramiro III       |                  |                  |                  |                 |                 |                 |                 |           |           |           |           |          |          |          |          |          |          |  |  |      |      |      |      |      |      |  |  |         |         |         |         |         |         |  |  |       |       |       |       |       |       |  |  |       |       |       |       |       |       |  |  |      |      |      |      |      |      |  |  |        |        |        |        |        |        |